# Uzbekistan na Letnich Igrzyskach Olimpijskich 2020
Uzbekistan na Letnich Igrzyskach Olimpijskich 2020 reprezentowało 67 zawodników : 37 mężczyzn i 30 kobiet. Był to siódmy start reprezentacji Uzbekistanu na letnich igrzyskach olimpijskich.

## Zdobyte medale[3]
| Medal | Zawodnik            | Dyscyplina           | Konkurencja                                | Rezultat                                                              | Data       |
| ----- | ------------------- | -------------------- | ------------------------------------------ | --------------------------------------------------------------------- | ---------- |
| Złoto | Ulugʻbek Rashitov   | Taekwondo            | kategoria do 68 kg mężczyzn                | W finale pokonał reprezentanta Wielkiej Brytanii Bradly Sinden 34:29  | 25 lipca   |
| Złoto | Akbar Djurayev      | Podnoszenie cieżarów | waga do 109 kg mężczyzn                    | 430 kg                                                                | 3 sierpnia |
| Złoto | Bahodir Jalolov     | Boks                 | waga supercieżka mężczyzn                  | W finale pokonał reprezentanta Stanów Zjednoczonych 5:0               | 8 sierpnia |
| Brąz  | Davlat Bobonov      | Judo                 | kategoria do 90 kg mężczyzn                | w pojedynku o brązowy medal pokonał reprezentanta Turcji Mihael Žgank | 28 lipca   |
| Brąz  | Bekzod Abduraxmonov | Zapasy               | kategoria do 74 kg mężczyzn w stylu wolnym | W pojedynku o brązowy medal pokonał Kazacha Danijar Kajsanow 13:2     | 6 sierpnia |

## Skład kadry

### Boks
| Zawodnik                | Konkurencja               | 1/16                     | 1/8                  | Ćwierćfinał      | Półfinał         | Finał            | Finał   | Źródło |
| Zawodnik                | Konkurencja               | Przeciwnik Wynik         | Przeciwnik Wynik     | Przeciwnik Wynik | Przeciwnik Wynik | Przeciwnik Wynik | Miejsce | Źródło |
| ----------------------- | ------------------------- | ------------------------ | -------------------- | ---------------- | ---------------- | ---------------- | ------- | ------ |
| Shaxobidin Zoirov       | waga musza mężczyzn       | Çiftçi W 5-0             | Varela de Pina W 5-0 | Paalam P 0-4     | NQ               | NQ               | 5.      | [ 4 ]  |
| Mirazizbek Mirzaxalilov | waga piórkowa mężczyzn    | Bye                      | Walker P 1-4         | NQ               | NQ               | NQ               | 9.      | [ 5 ]  |
| Elnur Abduraimov        | waga lekka mężczyzn       | Chinzorig W 4-1          | Usmonov W 5-0        | Bachkov P 0-5    | NQ               | NQ               | 5.      | [ 6 ]  |
| Bobo-Usmon Baturov      | waga półśrednia mężczyzn  | Bye                      | Polanco W 4-0        | McCormack P 1-4  | NQ               | NQ               | 5.      | [ 7 ]  |
| Fanat Qahramonov        | waga średnia mężczyzn     | Kharabadze W 5-0         | Amankuł P 0-5        | NQ               | NQ               | NQ               | 9.      | [ 8 ]  |
| Dilshodbek Roʻzmetov    | waga półciężka mężczyzn   | Brennan W 5-0            | Alfonso P 1-4        | NQ               | NQ               | NQ               | 9.      | [ 9 ]  |
| Sanjar Tursunov         | waga ciężka mężczyzn      | Benchabla P 1-4          | NQ                   | NQ               | NQ               | NQ               | 16.     | [ 10 ] |
| Bakhodir Jalolov        | waga superciężka mężczyzn | Bye                      | Abdullayev W 5-0     | Kumar W 5-0      | Clarke W RSC     | Torrez W 5-0     | złoto   | [ 11 ] |
| Tursunoy Raximova       | waga musza kobiet         | Sandra Drabik W 4-1      | Çakıroğlu P 2-3      | NQ               | NQ               | NQ               | 9.      | [ 12 ] |
| Rayhona Qodirova        | waga lekka kobiet         | Bye                      | Yumba W 5-0          | Ferreira P 0-5   | NQ               | NQ               | 5.      | [ 13 ] |
| Shakhnoza Yunusova      | waga półśrednia kobiet    | Karolina Koszewska P 0-5 | NQ                   | NQ               | NQ               | NQ               | 17.     | [ 14 ] |

### Gimnastyka
Mężczyźni
| Zawodnik             | Konkurencja                 | Kwalifikacje | Kwalifikacje | Kwalifikacje | Kwalifikacje | Kwalifikacje | Kwalifikacje | Kwalifikacje | Kwalifikacje | Finał    | Finał    | Finał    | Finał    | Finał    | Finał    | Finał | Finał   | Źródło |
| Zawodnik             | Konkurencja                 | Przyrząd     | Przyrząd     | Przyrząd     | Przyrząd     | Przyrząd     | Przyrząd     | Razem        | Pozycja      | Przyrząd | Przyrząd | Przyrząd | Przyrząd | Przyrząd | Przyrząd | Razem | Pozycja | Źródło |
| Zawodnik             | Konkurencja                 | F            | PH           | R            | V            | PB           | HB           | Razem        | Pozycja      | F        | PH       | R        | V        | PB       | HB       | Razem | Pozycja | Źródło |
| -------------------- | --------------------------- | ------------ | ------------ | ------------ | ------------ | ------------ | ------------ | ------------ | ------------ | -------- | -------- | -------- | -------- | -------- | -------- | ----- | ------- | ------ |
| Rasuljon Abduraximov | wielobój indywidualnie      | 12,566       | 12,166       | 12,733       | 13,833       | 14,733       | 13,033       | 79,064       | 49.          | NQ       | NQ       | NQ       | NQ       | NQ       | NQ       | NQ    | NQ      | [ 15 ] |
| Rasuljon Abduraximov | ćwiczenia wolne             | 12,566       | N/A          | N/A          | N/A          | N/A          | N/A          | 12,566       | 64.          | NQ       | NQ       | NQ       | NQ       | NQ       | NQ       | NQ    | NQ      | [ 15 ] |
| Rasuljon Abduraximov | ćwiczenia na poręczach      | N/A          | N/A          | N/A          | N/A          | 14,733       | N/A          | 14,733       | 24.          | NQ       | NQ       | NQ       | NQ       | NQ       | NQ       | NQ    | NQ      | [ 15 ] |
| Rasuljon Abduraximov | ćwiczenia na drążku         | N/A          | N/A          | N/A          | N/A          | N/A          | 13,033       | 13,033       | 49.          | NQ       | NQ       | NQ       | NQ       | NQ       | NQ       | NQ    | NQ      | [ 15 ] |
| Rasuljon Abduraximov | ćwiczenia na koniu z łękami | N/A          | 12,166       | N/A          | N/A          | N/A          | N/A          | 12,166       | 64.          | NQ       | NQ       | NQ       | NQ       | NQ       | NQ       | NQ    | NQ      | [ 15 ] |
| Rasuljon Abduraximov | ćwiczenia na kółkach        | N/A          | N/A          | 12,733       | N/A          | N/A          | N/A          | 12,733       | 62.          | NQ       | NQ       | NQ       | NQ       | NQ       | NQ       | NQ    | NQ      | [ 15 ] |

Kobiety
| Zawodniczka        | Konkurencja | Kwalifikacje | Kwalifikacje | Finał | Finał   | Źródło |
| Zawodniczka        | Konkurencja | Wynik        | Pozycja      | Wynik | Pozycja | Źródło |
| ------------------ | ----------- | ------------ | ------------ | ----- | ------- | ------ |
| Oksana Chusovitina | skoki       | 14,166       | 14.          | NQ    | [ 16 ]  |        |

### Gimnastyka artystyczna
| Zawodniczka        | Konkurencja            | Eliminacje | Eliminacje | Eliminacje | Eliminacje | Eliminacje | Finał  | Finał | Finał   | Finał   | Finał | Pozycja | Źródło |
| Zawodniczka        | Konkurencja            | Obręcz     | Piłka      | Maczugi    | Skakanka   | Razem      | Obręcz | Piłka | Maczugi | Wstążka | Razem | Pozycja | Źródło |
| ------------------ | ---------------------- | ---------- | ---------- | ---------- | ---------- | ---------- | ------ | ----- | ------- | ------- | ----- | ------- | ------ |
| Ekaterina Fetisova | wielobój indywidualnie | 19,800     | 19,400     | 17,950     | 18,350     | 75,500     | 24.    | NQ    | NQ      | NQ      | NQ    | NQ      | [ 17 ] |

| Zawodniczki                                                                                    | Konkurencja      | Eliminacje | Eliminacje           | Eliminacje | Eliminacje | Finał   | Finał                | Finał | Pozycja | Źródło |
| Zawodniczki                                                                                    | Konkurencja      | 5 piłek    | 3 obręcze, 2 maczugi | Razem      | Pozycja    | 5 piłek | 3 obręcze, 2 maczugi | Razem | Pozycja | Źródło |
| Zawodniczki                                                                                    | Konkurencja      | Wynik      | Wynik                | Wynik      | Wynik      |         |                      |       | Pozycja | Źródło |
| ---------------------------------------------------------------------------------------------- | ---------------- | ---------- | -------------------- | ---------- | ---------- | ------- | -------------------- | ----- | ------- | ------ |
| Kseniia Aleksandrova Kamola Irnazarova Dinara Ravshanbekova Sevara Safoeva Nilufar Shomuradova | zawody drużynowe | 42,100     | 36,900               | 79,000     | 9.         | NQ      | NQ                   | NQ    | NQ      | [ 18 ] |

### Judo
| Zawodnik | Konkurencja | 1/16                | 1/8                  | Ćwierćfinał         | Półfinał            | Repasaże                | Finał / 3.miejsce   | Finał / 3.miejsce | Źródła |
| Zawodnik | Konkurencja | Przeciwniczka Wynik | Przeciwniczka Wynik  | Przeciwniczka Wynik | Przeciwniczka Wynik | Przeciwniczka Wynik     | Przeciwniczka Wynik | Pozycja           | Źródła |
| --- | ----------- | ------------------- | -------------------- | ------------------- | ------------------- | ----------------------- | ------------------- | ----------------- | ------ |
| Sharafuddin Lutfillaev | -60 kg (m)  | Bye                 | Łesiuk P 00-01       | NQ                  | NQ                  | NQ                      | NQ                  | 9.                | [ 19 ] |
| Sardor Nurillaev | -66 kg (m)  | Vieru P 00-10       | NQ                   | NQ                  | NQ                  | NQ                      | NQ                  | 17.               | [ 20 ] |
| Khikmatillokh Turaev | -73 kg (m)  | Wandtke W 10-00     | An Chang-rim P 00-01 | NQ                  | NQ                  | NQ                      | NQ                  | 9.                | [ 21 ] |
| Sharofiddin Boltaboev | -81 kg (m)  | Cumbo W 10-00       | Iwanow W 01-00       | Borchashvili P00-01 | NQ                  | Grigalaszwili P 00-10   | NQ                  | 7.                | [ 22 ] |
| Davlat Bobonov | -90 kg (m)  | Mungai W 01-00      | Nhabali W 10-00      | Bekauri P 00-10     | NQ                  | Sherazadishvili W 01-00 | Žgank W 10-00       | brąz              | [ 23 ] |
| Mukhammadkarim Khurramov | -100 kg (m) | Fletcher W 01-00    | Wolf P 00-10         | NQ                  | NQ                  | NQ                      | NQ                  | 9.                | [ 24 ] |
| Bekmurod Oltiboev | +100 kg (m) | Дүүрэнбаяр W 10-00  | Grol W 10-00         | Krpálek P 00-01     | NQ                  | Chammo P 00-01          | NQ                  | 7.                | [ 25 ] |
| Diyora Keldiyorova | -52 kg (k)  | Sosorbaram P 00-10  | NQ                   | NQ                  | NQ                  | NQ                      | NQ                  | 17.               | [ 26 ] |
| Farangiz Khojieva | -63 kg (k)  | Billiet P 00-10     | NQ                   | NQ                  | NQ                  | NQ                      | NQ                  | 17.               | [ 27 ] |
| Gulnoza Matniyazova | -70 kg (k)  | Memneloum W 10-00   | van Dijke P 00-10    | NQ                  | NQ                  | NQ                      | NQ                  | 9.                | [ 28 ] |
| Sharafuddin Lutfillaev Sardor Nurillaev Khikmatillokh Turaev Sharofiddin Boltaboev Davlat Bobonov Mukhammadkarim Khurramov Bekmurod Oltiboev Diyora Keldiyorova Farangiz Khojieva Gulnoza Matniyazova | drużynowo   | N/A                 | Holandia · P 3-4     | NQ                  | NQ                  | NQ                      | NQ                  | 9.                | [ 29 ] |

### Kajakarstwo
| Zawodnik                           | Konkurencja   | Eliminacje | Eliminacje | Ćwierćfinały | Ćwierćfinały | Półfinały | Półfinały | Finał A/B | Finał A/B  | Pozycja | Źródło |
| Zawodnik                           | Konkurencja   | Czas       | Pozycja    | Czas         | Pozycja      | Czas      | Pozycja   | Czas      | Pozycja    | Pozycja | Źródło |
| ---------------------------------- | ------------- | ---------- | ---------- | ------------ | ------------ | --------- | --------- | --------- | ---------- | ------- | ------ |
| Nilufar Zokirova                   | C-1 200 m (k) | 49,686     | 6.         | 48,995       | 6.           | NQ        | NQ        | NQ        | NQ         | NQ      | [ 30 ] |
| Dilnoza Raxmatova                  | C-1 200 m (k) | 47,716     | 5.         | 46,645       | 3.           | NQ        | NQ        | NQ        | NQ         | NQ      | [ 30 ] |
| Dilnoza Raxmatova Nilufar Zokirova | C-2 500 m (k) | 2:04,854   | 4.         | 2:04,450     | 2.           | 2:09,614  | 5.        | 2:04,658  | 3. Finał B | 11.     | [ 30 ] |

### Kolarstwo

#### Kolarstwo szosowe
| Zawodnik            | Konkurencja                    | Czas    | Pozycja | Źródło |
| ------------------- | ------------------------------ | ------- | ------- | ------ |
| Muradjan Xalmuratov | wyścig ze startu wspólnego (m) | 6:21:46 | 64.     | [ 31 ] |
| Olga Zabielinska    | wyścig ze startu wspólnego (k) | 3:54:31 | 9.      | [ 32 ] |

### Lekkoatletyka
Konkurencje techniczne
| Zawodnik           | Konkurencja     | Kwalifikacje | Kwalifikacje | Finał | Finał   | Źródło |
| Zawodnik           | Konkurencja     | Wynik        | Miejsce      | Wynik | Miejsce | Źródło |
| ------------------ | --------------- | ------------ | ------------ | ----- | ------- | ------ |
| Ruslan Kurbanov    | trójskok (m)    | NM           | -            | NQ    | NQ      | [ 33 ] |
| Suchrob Chodżajew  | rzut młotem (m) | 71,26        | 29.          | NQ    | NQ      | [ 34 ] |
| Safina Sadullayeva | skok wzwyż (k)  | 1,95         | 4.           | 1,96  | 6.      | [ 35 ] |
| Svetlana Radzivil  | skok wzwyż (k)  | 1,90         | 20.          | NQ    | NQ      | [ 35 ] |
| Darya Reznichenko  | skok w dal (k)  | 6,19         | 26.          | NQ    | NQ      | [ 36 ] |
| Roksana Xudoyorova | trójskok (k)    | 13,02        | 29.          | NQ    | NQ      | [ 37 ] |

Wieloboje
Siedmiobój
| Zawodnik            | Konkurencja | 100 m | HJ   | SP    | 200 m | LJ   | JT    | 800 m   | Razem | Pozycja | Źródło |
| ------------------- | ----------- | ----- | ---- | ----- | ----- | ---- | ----- | ------- | ----- | ------- | ------ |
| Yekaterina Voronina | Rezultat    | 14,19 | 1,77 | 13,76 | 24,67 | 6,11 | 49,88 | 2:09,73 | 6298  | 12.     | [ 38 ] |
| Yekaterina Voronina | Punkty      | 952   | 941  | 778   | 917   | 883  | 858   | 969     | 6298  | 12.     | [ 38 ] |

### Pięciobój nowoczesny
| Zawodnik            | Konkurencja | Szermierka      | Szermierka | Szermierka | Pływanie | Pływanie | Pływanie | Jazda konna | Jazda konna | Kombinacja: strzelanie/bieg przełajowy | Kombinacja: strzelanie/bieg przełajowy | Kombinacja: strzelanie/bieg przełajowy | Suma punktów | Pozycja | Źródło |
| Zawodnik            | Konkurencja | Wynik (wygrane) | M.         | Punkty     | Czas     | M.       | Punkty   | M.          | Punkty      | Czas                                   | M.                                     | Punkty                                 | Suma punktów | Pozycja | Źródło |
| ------------------- | ----------- | --------------- | ---------- | ---------- | -------- | -------- | -------- | ----------- | ----------- | -------------------------------------- | -------------------------------------- | -------------------------------------- | ------------ | ------- | ------ |
| Alise Fachrutdinowa | kobiety     | 16              | 23.        | 19         | 2:16,45  | 22.      | 278      | 29.         | 226         | 13:55,66                               | 35.                                    | 465                                    | 1165         | 30.     | [ 39 ] |
| Alexander Savkin    | mężczyźni   | 7               | 36.        | 142        | 2:06,64  | 29.      | 297      | 22.         | 279         | 11:55,96                               | 32.                                    | 585                                    | 1303         | 32.     | [ 40 ] |

### Pływanie
| Zawodnik             | Konkurencja        | Eliminacje | Eliminacje | Półfinał | Półfinał | Finał | Finał   | Źródło               |
| Zawodnik             | Konkurencja        | Czas       | Miejsce    | Czas     | Miejsce  | Czas  | Miejsce | Źródło               |
| -------------------- | ------------------ | ---------- | ---------- | -------- | -------- | ----- | ------- | -------------------- |
| Khurshidjon Tursunov | 100 m dowolnym (m) | 50,14      | 41.        | NQ       | NQ       | NQ    | NQ      | [ 41 ] [ 42 ] [ 43 ] |
| Natalya Kritinina    | 50 m dowolnym (k)  | 26,93      | 48.        | NQ       | NQ       | NQ    | NQ      | [ 44 ] [ 45 ] [ 46 ] |

### Podnoszenie ciężarów
| Zawodnik              | Konkurencja      | Rwanie | Rwanie  | Podrzut | Podrzut | Razem  | Pozycja | Źródło |
| Zawodnik              | Konkurencja      | Wynik  | Pozycja | Wynik   | Pozycja | Razem  | Pozycja | Źródło |
| --------------------- | ---------------- | ------ | ------- | ------- | ------- | ------ | ------- | ------ |
| Adxamjon Ergashev     | -67 kg mężczyzn  | 139 kg | 7.      | 173 kg  | 5.      | 312 kg | 6.      | [ 47 ] |
| Akbar Djurayev        | -109 kg mężczyzn | 193 kg | 2.      | 237 kg  | 1.      | 430 kg | złoto   | [ 47 ] |
| Muattar Nabiyeva      | -55 kg kobiet    | 98 kg  | 1.      | 114 kg  | 6.      | 212 kg | 4.      | [ 47 ] |
| Kumushxon Fayzullaeva | -76 kg kobiet    | 101 kg | 8.      | 126 kg  | 6.      | 227 kg | 6.      | [ 47 ] |

### Strzelectwo
| Zawodnik          | Konkurencja                         | Kwalifikacje | Kwalifikacje | Finał | Finał   | Źródło        |
| Zawodnik          | Konkurencja                         | Wynik        | Pozycja      | Wynik | Pozycja | Źródło        |
| ----------------- | ----------------------------------- | ------------ | ------------ | ----- | ------- | ------------- |
| Muhtasar Toxirova | karabin pneumatyczny (k)            | 622,2        | 33.          | NQ    | NQ      | [ 48 ] [ 49 ] |
| Muhtasar Toxirova | karabin małokalibrowy 3 postawy (k) | 1155-50x     | 30.          | NQ    | NQ      | [ 50 ] [ 51 ] |

### Szermierka
| Zawodnik          | Konkurencja              | 1/32                    | 1/16              | 1/8                | Ćwierćfinały     | Półfinały        | Finał/o 3. miejsce | Finał/o 3. miejsce | Źródło |
| Zawodnik          | Konkurencja              | Przeciwnik Wynik        | Przeciwnik Wynik  | Przeciwnik Wynik   | Przeciwnik Wynik | Przeciwnik Wynik | Przeciwnik Wynik   | Pozycja            | Źródło |
| ----------------- | ------------------------ | ----------------------- | ----------------- | ------------------ | ---------------- | ---------------- | ------------------ | ------------------ | ------ |
| Sherzod Mamutov   | szabla indywidualnie (m) | Iulian Teodosiu P 11-15 | NQ                | NQ                 | NQ               | NQ               | NQ                 | 36.                | [ 52 ] |
| Zaynab Dayibekova | szabla indywidualnie (k) | Chika Aoki W 15-9       | Shao Yaqi W 15-10 | Yoon Ji-su W 15-13 | Márton P 11-15   | NQ               | NQ                 | 8.                 | [ 53 ] |
| Malika Khakimova  | szpada indywidualnie (k) | N/A                     | Sun Yiwen P 10-15 | NQ                 | NQ               | NQ               | NQ                 | 31.                | [ 54 ] |

### Taekwondo
| Zawodnik            | Konkurencja     | 1/16             | 1/8                  | Ćwierćfinał      | Półfinał             | Repesaż          | Finał/3.miejsce  | Finał/3.miejsce | Źródło |
| Zawodnik            | Konkurencja     | Przeciwnik Wynik | Przeciwnik Wynik     | Przeciwnik Wynik | Przeciwnik Wynik     | Przeciwnik Wynik | Przeciwnik Wynik | Pozycja         | Źródło |
| ------------------- | --------------- | ---------------- | -------------------- | ---------------- | -------------------- | ---------------- | ---------------- | --------------- | ------ |
| Ulugʻbek Rashitov   | -68 kg mężczyzn | Fofana W 38-17   | Lee Dae-hoon W 21-19 | Hosseini W 34-22 | Husić W 28-5         | N/A              | Sinden W 34-29   | złoto           | [ 55 ] |
| Nikita Rafalovich   | -80 kg mężczyzn | N/A              | Hernández W 17-7     | Bejgi P          | Al-Sharabaty P 11-13 | N/A              | Kanaet P 18-24   | 5.              | [ 56 ] |
| Nigora Tursunkulova | -67 kg kobiet   | N/A              | Zhang Mengyu P 9-12  | NQ               | NQ                   | NQ               | NQ               | 11.             | [ 57 ] |
| Swietłana Osipowa   | +67 kg kobiet   | N/A              | Deniz P 9-10         | NQ               | NQ                   | NQ               | NQ               | 11.             | [ 58 ] |

### Tenis ziemny
| Zawodnik      | Konkurencja | Pierwsza runda              | Druga runda      | Trzecia runda    | Ćwierćfinały     | Półfinały        | Finał            | Finał   | Źródło |
| Zawodnik      | Konkurencja | Przeciwnik Wynik            | Przeciwnik Wynik | Przeciwnik Wynik | Przeciwnik Wynik | Przeciwnik Wynik | Przeciwnik Wynik | Pozycja | Źródło |
| ------------- | ----------- | --------------------------- | ---------------- | ---------------- | ---------------- | ---------------- | ---------------- | ------- | ------ |
| Denis Istomin | singiel (m) | Nagal P 1-2 (4:6, 7:6, 4:6) | NQ               | NQ               | NQ               | NQ               | NQ               | 33.     | [ 59 ] |

### Wioślarstwo
| Zawodnik                                  | Konkurencja | Eliminacje | Eliminacje | Repasaż | Repasaż | Półfinały | Półfinały | Finał   | Finał      | Miejsce | Źródło |
| Zawodnik                                  | Konkurencja | Czas       | M.         | Czas    | M.      | Czas      | M.        | Czas    | M.         | Miejsce | Źródło |
| ----------------------------------------- | ----------- | ---------- | ---------- | ------- | ------- | --------- | --------- | ------- | ---------- | ------- | ------ |
| Shakhboz Kholmurzaev Sobirjon Safaroliyev | LM2x        | 6:44,98    | 4.         | 6:56,22 | 4.      | N/A       | N/A       | 6:40,25 | 4. Finał C | 16.     | [ 60 ] |

### Zapasy
| Zawodnik               | Konkurencja                     | Kwalifikacje     | 1/8               | Ćwierćfinał        | Półfinał         | Repesaż 1        | Finał            | Finał   | Źródło |
| Zawodnik               | Konkurencja                     | Przeciwnik Wynik | Przeciwnik Wynik  | Przeciwnik Wynik   | Przeciwnik Wynik | Przeciwnik Wynik | Przeciwnik Wynik | Pozycja | Źródło |
| ---------------------- | ------------------------------- | ---------------- | ----------------- | ------------------ | ---------------- | ---------------- | ---------------- | ------- | ------ |
| Yelmurat Tasmuradov    | -60 kg mężczyzn styl klasyczny  | N/A              | Tiemirow P 0-5    | NQ                 | NQ               | NQ               | NQ               | 14.     | [ 61 ] |
| Jalgasbay Berdimuratov | -77 kg mężczyzn styl klasyczny  | N/A              | Czalian P 0-5     | NQ                 | NQ               | NQ               | NQ               | 14.     | [ 62 ] |
| Rustam Assakałow       | -87 kg mężczyzn styl klasyczny  | N/A              | Gobadze W 6-5     | Huklek P 1-4       | NQ               | NQ               | NQ               | 8.      | [ 63 ] |
| Moʻminjon Abdullayev   | -130 kg mężczyzn styl klasyczny | N/A              | Vititin W 1-12    | Acosta P 0-2       | NQ               | NQ               | NQ               | 7.      | [ 64 ] |
| Gulomjon Abdullayev    | -57 kg mężczyzn styl wolny      | N/A              | Liu Minghu W 10-2 | Zawur Ugujew P 6-6 | NQ               | Gilman P 1-11    | NQ               | 7.      | [ 65 ] |
| Bekzod Abduraxmonov    | -74 kg mężczyzn styl wolny      | N/A              | Gómez W 10-0      | Sidakow P 6-13     | NQ               | Midana W 10-0    | Kajsanow W 13-2  | brąz    | [ 66 ] |
| Żawraił Szapijew       | -86 kg mężczyzn styl wolny      | N/A              | Jazdani P 2-11    | NQ                 | NQ               | Reichmuth W 1-12 | Najfonow P 0-2   | 5.      | [ 67 ] |
| Magomied Ibragimow     | -97 kg mężczyzn styl wolny      | N/A              | Karadeniz P 3-3   | NQ                 | NQ               | NQ               | NQ               | 11.     | [ 68 ] |